# María Cristina Alonso
María Cristina Alonso Alonso, en religió Maria Cristina de l'Eucaristia (Coo, Los Corrales de Buelna, Cantàbria, 16 de maig de 1930 - Barcelona, 3 de maig de 1979) fou una religiosa, carmelita calçada. Ha estat proclamada serventa de Déu per l'Església Catòlica.
Va entrar en un monestir carmelita el 15 d'abril de 1955. Monja del Monestir de l'Encarnació de Barcelona, hi destacà pel seu lliurament a la vida monàstica i la pregària, i per la manera com va afrontar l'esclerosi múltiple que patí durant disset anys. Hi va morir en 1979.
El 24 d'abril de 2003 se n'obrí el procés de canonització i fou proclamada serventa de Déu. El seu sepulcre és al mateix monestir de l'Encarnació.